# Laneuveville-aux-Bois
Pour les articles homonymes, voir Laneuveville.
Ne doit pas être confondu avec Laneuville-aux-Bois.
Laneuveville-aux-Bois est une commune française située dans le département de Meurthe-et-Moselle en région Grand Est.

## Géographie

### Localisation
Le territoire de la commune est limitrophe de dix communes ; dont quatre communes ne touchent Laneuveville-aux-Bois que sur quelques mètres : Mouacourt, Vého, Thiébaumenil et Crion.
| Hénaménil Crion Croismare | Parroy                | Mouacourt  |
| Marainviller              | Laneuveville-aux-Bois | Emberménil |
| Thiébauménil              | Manonviller           | Vého       |

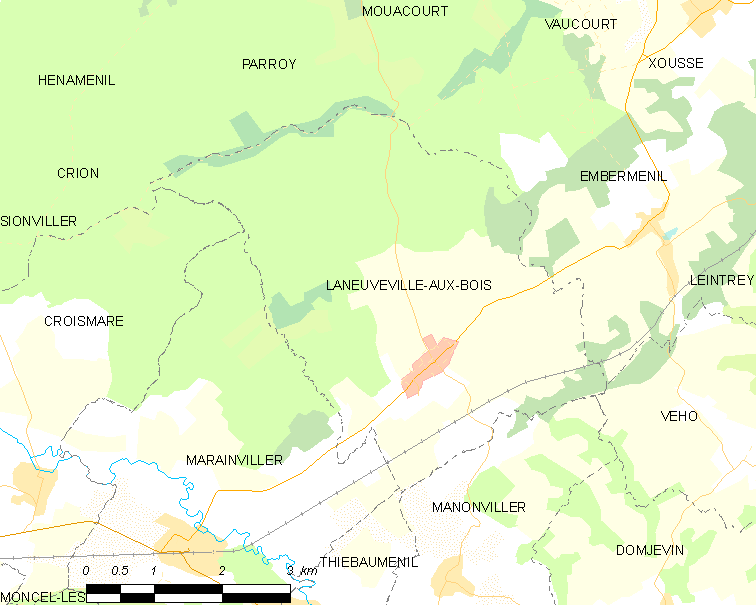
Carte de la commune.
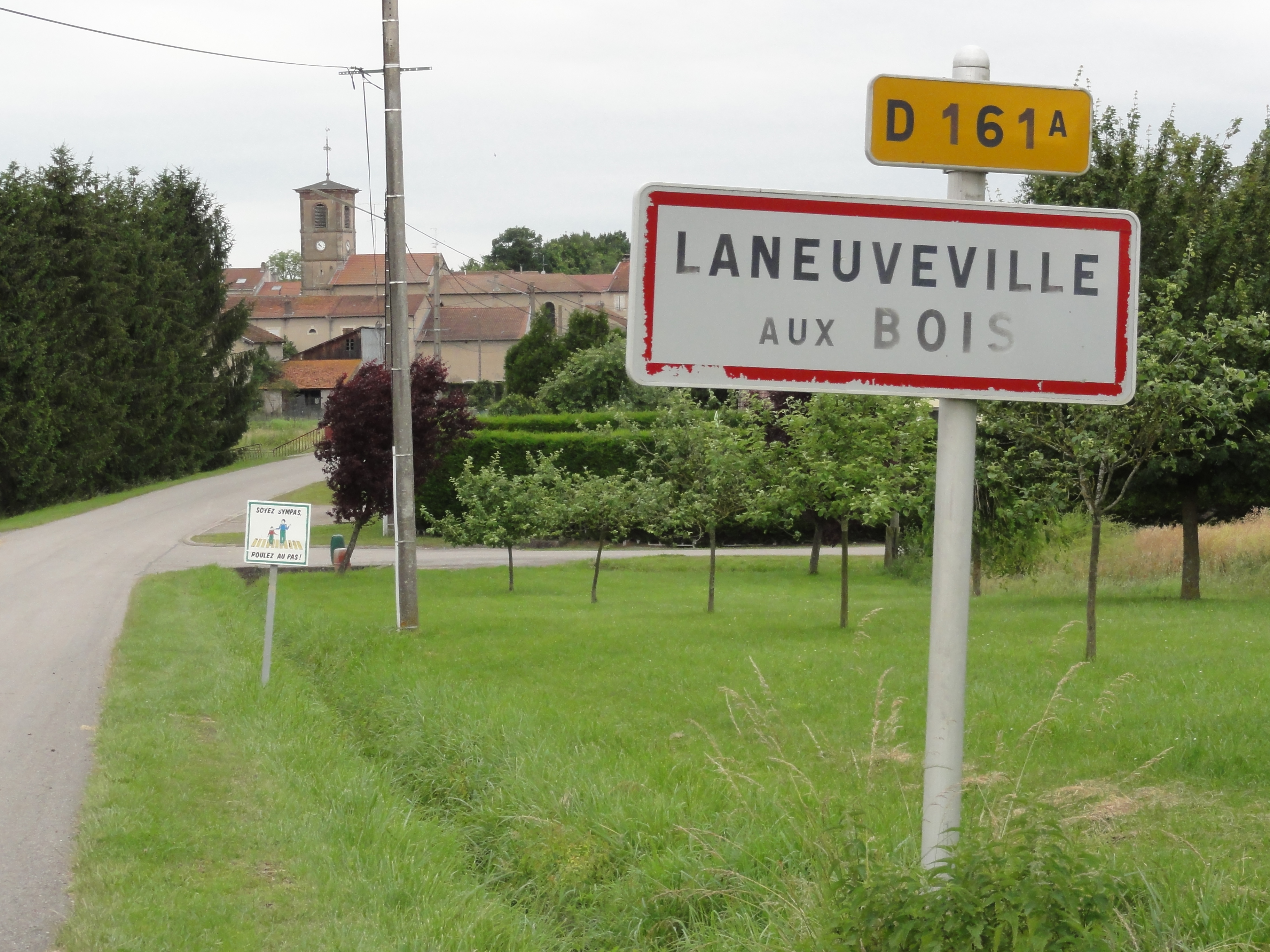
Entrée de Laneuveville-aux-Bois.

### Hydrographie
La commune est dans le bassin versant du Rhin au sein du bassin Rhin-Meuse. Elle est drainée par le ruisseau de Frouard, le ruisseau de Jalindet, le ruisseau de la Fontaine Rose, le ruisseau de St-Leger, le ruisseau de St-Nicolas, le ruisseau des Amis et le ruisseau des Pres Voyards,.

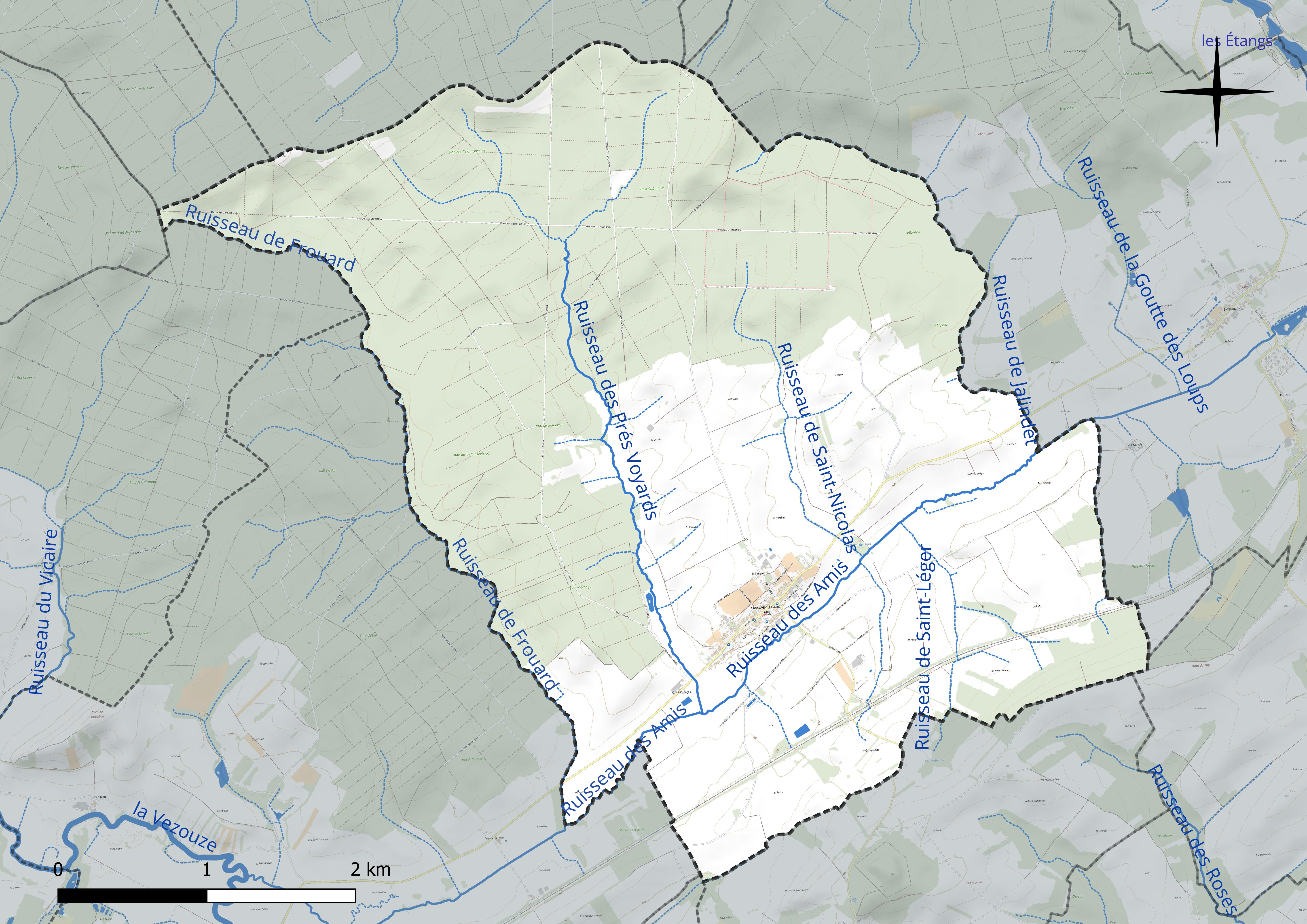
Réseau hydrographique de Laneuveville-aux-Bois.

### Climat
Pour des articles plus généraux, voir Climat du Grand Est et Climat de Meurthe-et-Moselle.
En 2010, le climat de la commune est de type climat des marges montargnardes, selon une étude du Centre national de la recherche scientifique s'appuyant sur une série de données couvrant la période 1971-2000. En 2020, Météo-France publie une typologie des climats de la France métropolitaine dans laquelle la commune est exposée à un climat semi-continental et est dans une zone de transition entre les régions climatiques « Lorraine, plateau de Langres, Morvan » et « Vosges ».
Pour la période 1971-2000, la température annuelle moyenne est de 9,7 °C, avec une amplitude thermique annuelle de 16,9 °C. Le cumul annuel moyen de précipitations est de 878 mm, avec 12,2 jours de précipitations en janvier et 9,6 jours en juillet. Pour la période 1991-2020, la température moyenne annuelle observée sur la station météorologique de Météo-France la plus proche, « St Maurice », sur la commune de Saint-Maurice-aux-Forges à 18 km à vol d'oiseau, est de 10,5 °C et le cumul annuel moyen de précipitations est de 837,4 mm. 
La température maximale relevée sur cette station est de 39,2 °C, atteinte le 25 juillet 2019 ; la température minimale est de −19,9 °C, atteinte le 1er mars 2005,,.
Les paramètres climatiques de la commune ont été estimés pour le milieu du siècle (2041-2070) selon différents scénarios d'émission de gaz à effet de serre à partir des nouvelles projections climatiques de référence DRIAS-2020. Ils sont consultables sur un site dédié publié par Météo-France en novembre 2022.

## Urbanisme

### Typologie
Au 1er janvier 2024, Laneuveville-aux-Bois est catégorisée commune rurale à habitat dispersé, selon la nouvelle grille communale de densité à sept niveaux définie par l'Insee en 2022.
Elle est située hors unité urbaine et hors attraction des villes,.

### Occupation des sols
L'occupation des sols de la commune, telle qu'elle ressort de la base de données européenne d’occupation biophysique des sols Corine Land Cover (CLC), est marquée par l'importance des forêts et milieux semi-naturels (54,2 % en 2018), une proportion sensiblement équivalente à celle de 1990 (54,4 %). La répartition détaillée en 2018 est la suivante : forêts (51,8 %), terres arables (37,5 %), prairies (6,5 %), milieux à végétation arbustive et/ou herbacée (2,4 %), zones urbanisées (1,7 %), zones agricoles hétérogènes (0,1 %). L'évolution de l’occupation des sols de la commune et de ses infrastructures peut être observée sur les différentes représentations cartographiques du territoire : la carte de Cassini (XVIIIe siècle), la carte d'état-major (1820-1866) et les cartes ou photos aériennes de l'IGN pour la période actuelle (1950 à aujourd'hui).

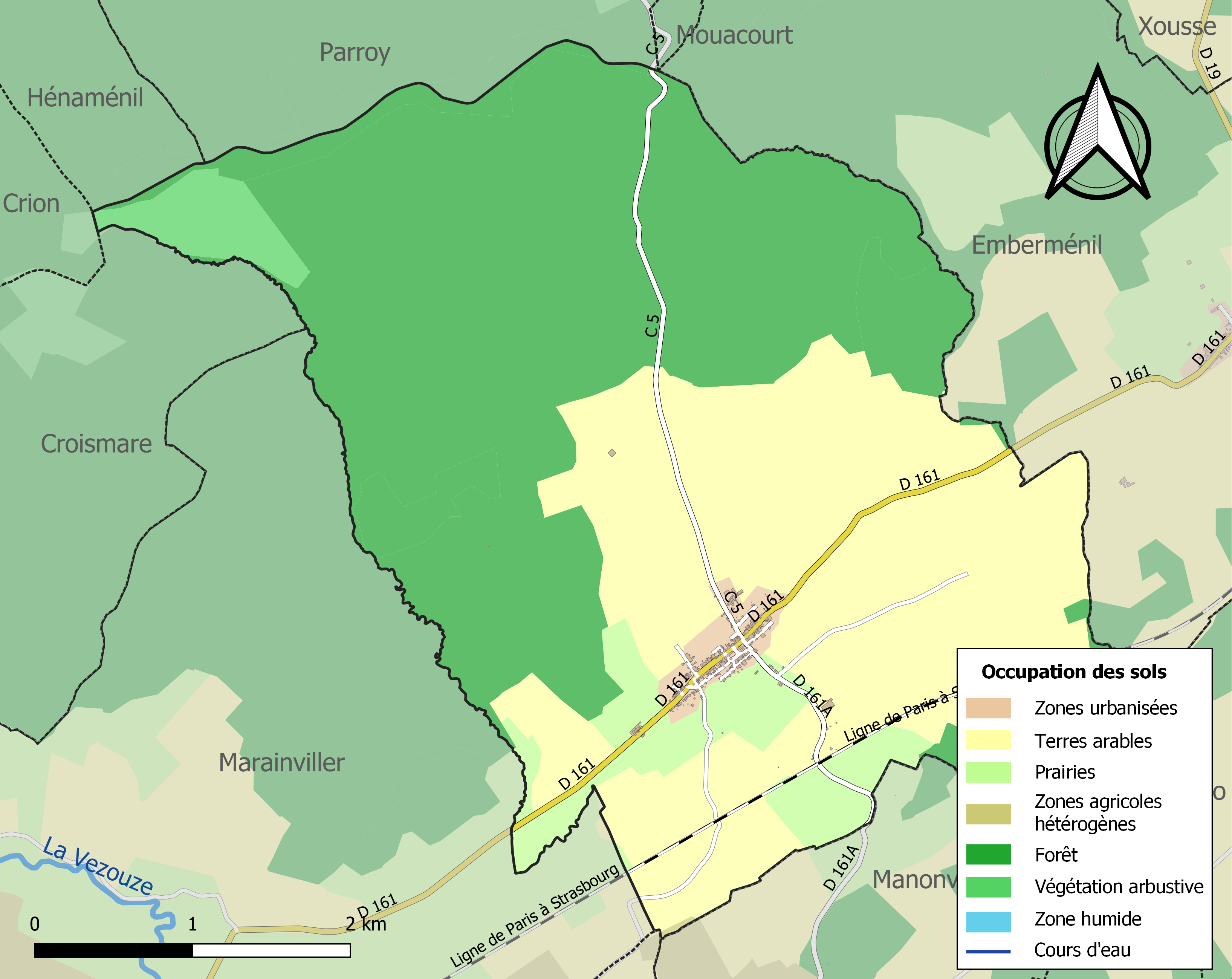
Carte des infrastructures et de l'occupation des sols de la commune en 2018 (CLC).

## Toponymie
Le nom de la localité est attesté sous la forme Nova Villa en 1228.

Le toponyme signifie « nouveau village » : il est caractéristique des l'implantation d'un « nouveau domaine » au Moyen Âge.
Le déterminant complémentaire -aux-Bois pour se convaincre de l'étendue et de la présence de la forêt.

## Histoire
- Ancien village de bûcherons.
- Village détruit au cours des trois dernières guerres.
- Ancienne halte sur la ligne de Paris à Strasbourg, bâtiment type A, dont une aile subsiste.

## Politique et administration
| Période                                  | Période   | Identité         | Étiquette | Qualité                              |
| ---------------------------------------- | --------- | ---------------- | --------- | ------------------------------------ |
| Les données manquantes sont à compléter. |           |                  |           |                                      |
| mars 2001                                | mars 2008 | Colette Burtin   |           |                                      |
| mars 2008                                | mai 2020  | Virginie Burtin  |           | Employée (secteur privé)             |
| mai 2020                                 | En cours  | Murielle Collot, |           | Employée administrative d'entreprise |

## Population et société

### Démographie
L'évolution du nombre d'habitants est connue à travers les recensements de la population effectués dans la commune depuis 1793. Pour les communes de moins de 10 000 habitants, une enquête de recensement portant sur toute la population est réalisée tous les cinq ans, les populations de référence des années intermédiaires étant quant à elles estimées par interpolation ou extrapolation. Pour la commune, le premier recensement exhaustif entrant dans le cadre du nouveau dispositif a été réalisé en 2005.

En 2022, la commune comptait 301 habitants, en évolution de −4,75 % par rapport à 2016 (Meurthe-et-Moselle : −0,13 %, France hors Mayotte : +2,11 %).
| 1793 | 1800 | 1806 | 1821 | 1831 | 1836 | 1841 | 1846 | 1851 |
| ---- | ---- | ---- | ---- | ---- | ---- | ---- | ---- | ---- |
| 439  | 445  | 523  | 574  | 592  | 580  | 597  | 618  | 566  |

| 1856 | 1861 | 1872 | 1876 | 1881 | 1886 | 1891 | 1896 | 1901 |
| ---- | ---- | ---- | ---- | ---- | ---- | ---- | ---- | ---- |
| 532  | 539  | 523  | 491  | 590  | 466  | 429  | 494  | 435  |

| 1906 | 1911 | 1921 | 1926 | 1931 | 1936 | 1946 | 1954 | 1962 |
| ---- | ---- | ---- | ---- | ---- | ---- | ---- | ---- | ---- |
| 451  | 435  | 312  | 307  | 384  | 329  | 276  | 262  | 327  |

| 1968 | 1975 | 1982 | 1990 | 1999 | 2005 | 2006 | 2010 | 2015 |
| ---- | ---- | ---- | ---- | ---- | ---- | ---- | ---- | ---- |
| 320  | 296  | 294  | 318  | 303  | 315  | 319  | 307  | 314  |

| 2020 | 2022 | - | - | - | - | - | - | - |
| ---- | ---- | - | - | - | - | - | - | - |
| 304  | 301  | - | - | - | - | - | - | - |

### Sports
- Stade Marcel-Gérardin.
- L'ASLM (Association sportive Laneuveville-aux-Bois Marainviller) est un club de football né de la fusion entre le club de Laneuveville-aux-Bois et de Marainviller (commune voisine).

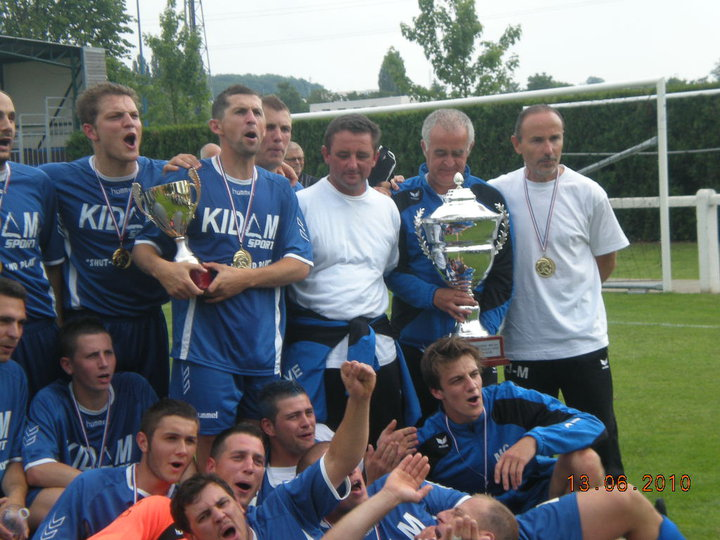
L'équipe de l'ASLM en 2010.
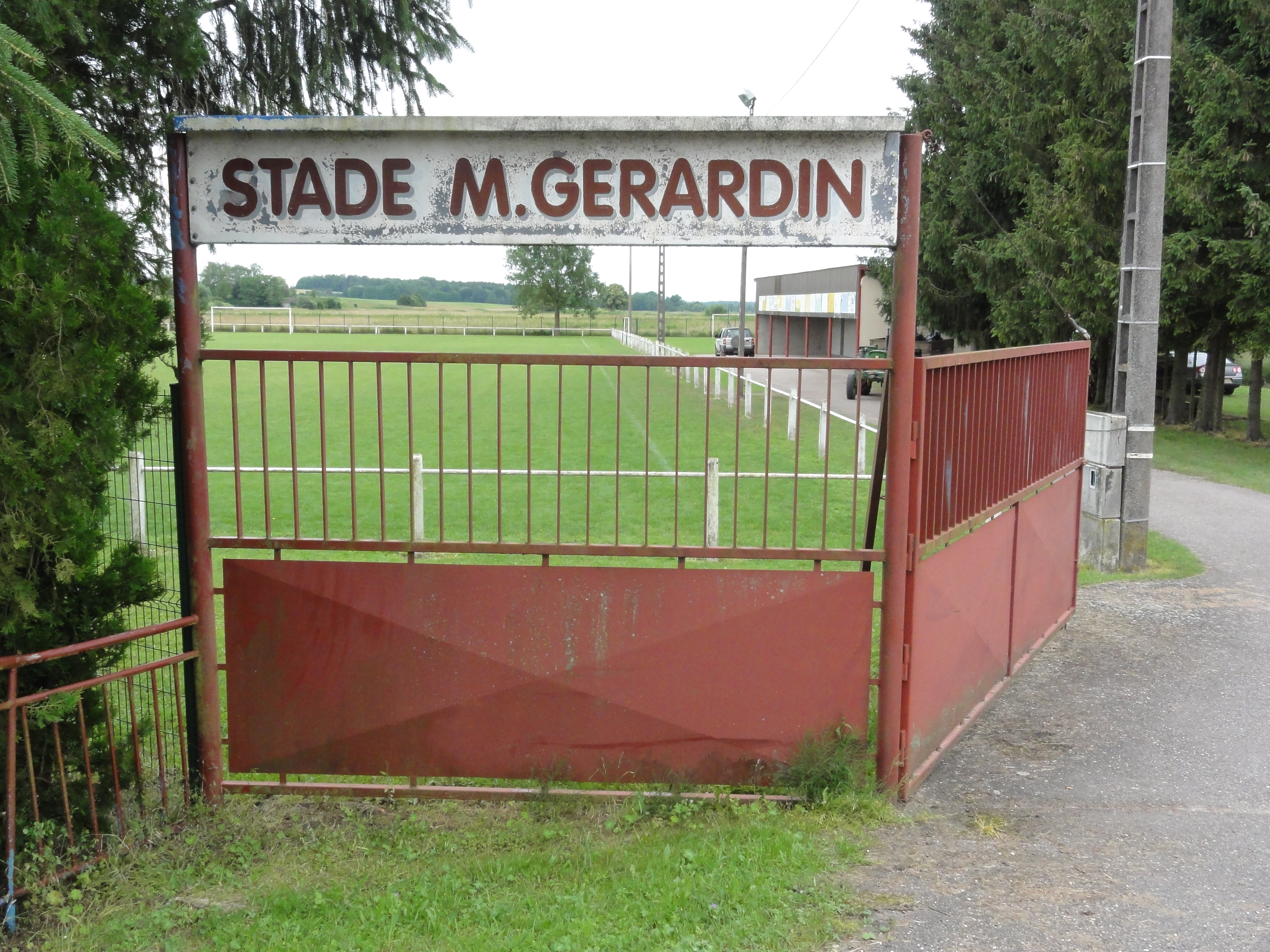
Stade Marcel-Gérardin.

## Culture locale et patrimoine

### Lieux et monuments
- Église : tour à 4 étages, nef XVIe siècle ; retable XVIIIe de bois doré.
- Monument aux morts.
- Plusieurs fontaines en grès des Vosges.
- Portes monumentales de maisons du XVIIIe siècle, caractéristiques pour le pays du bassin de la Vezouze et de Sânon. Ces portes sont construites pendant le repeuplement de la région après la guerre de Trente Ans sous l'influence d'immigrés italiens[23].

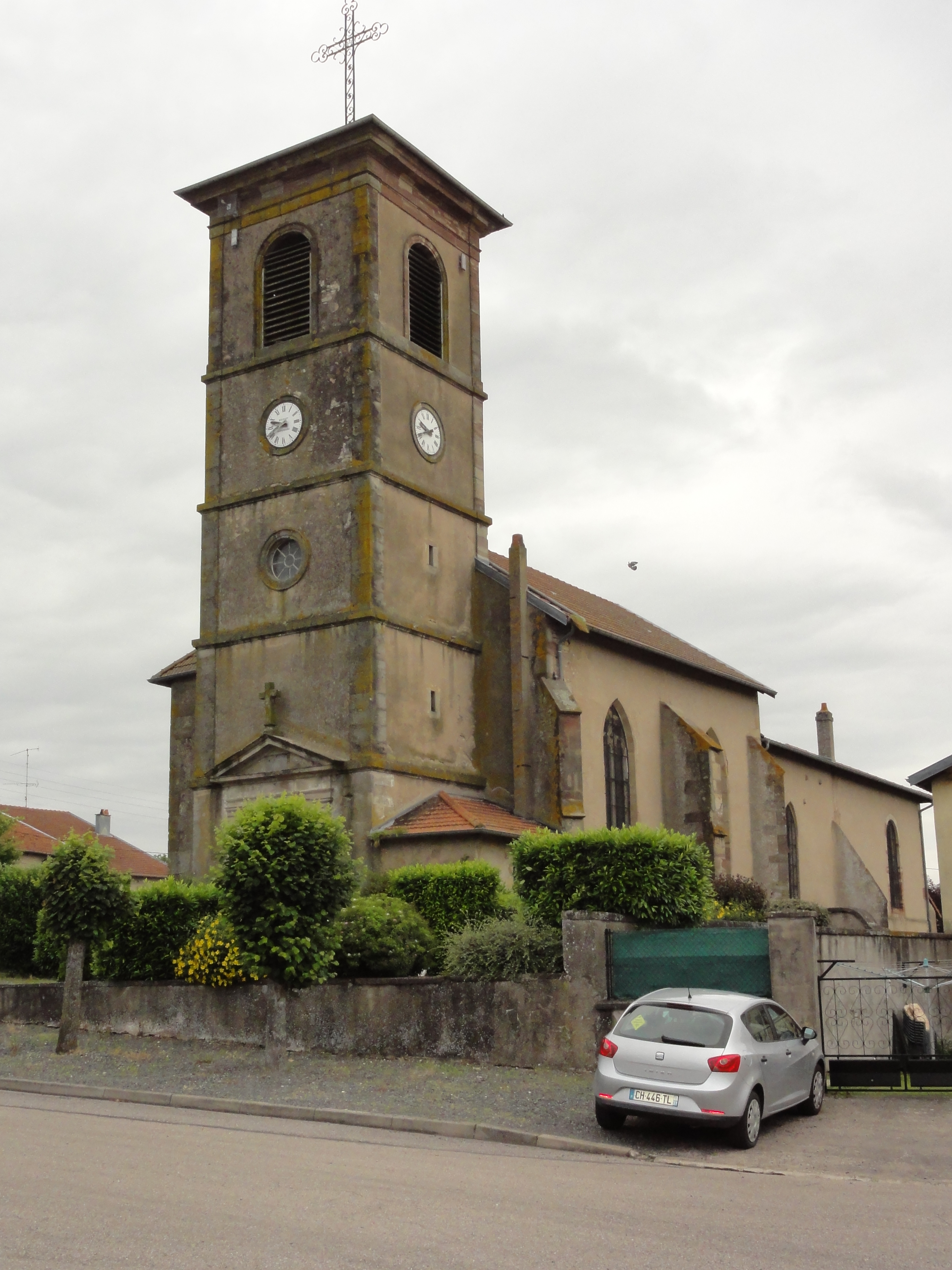
Église.
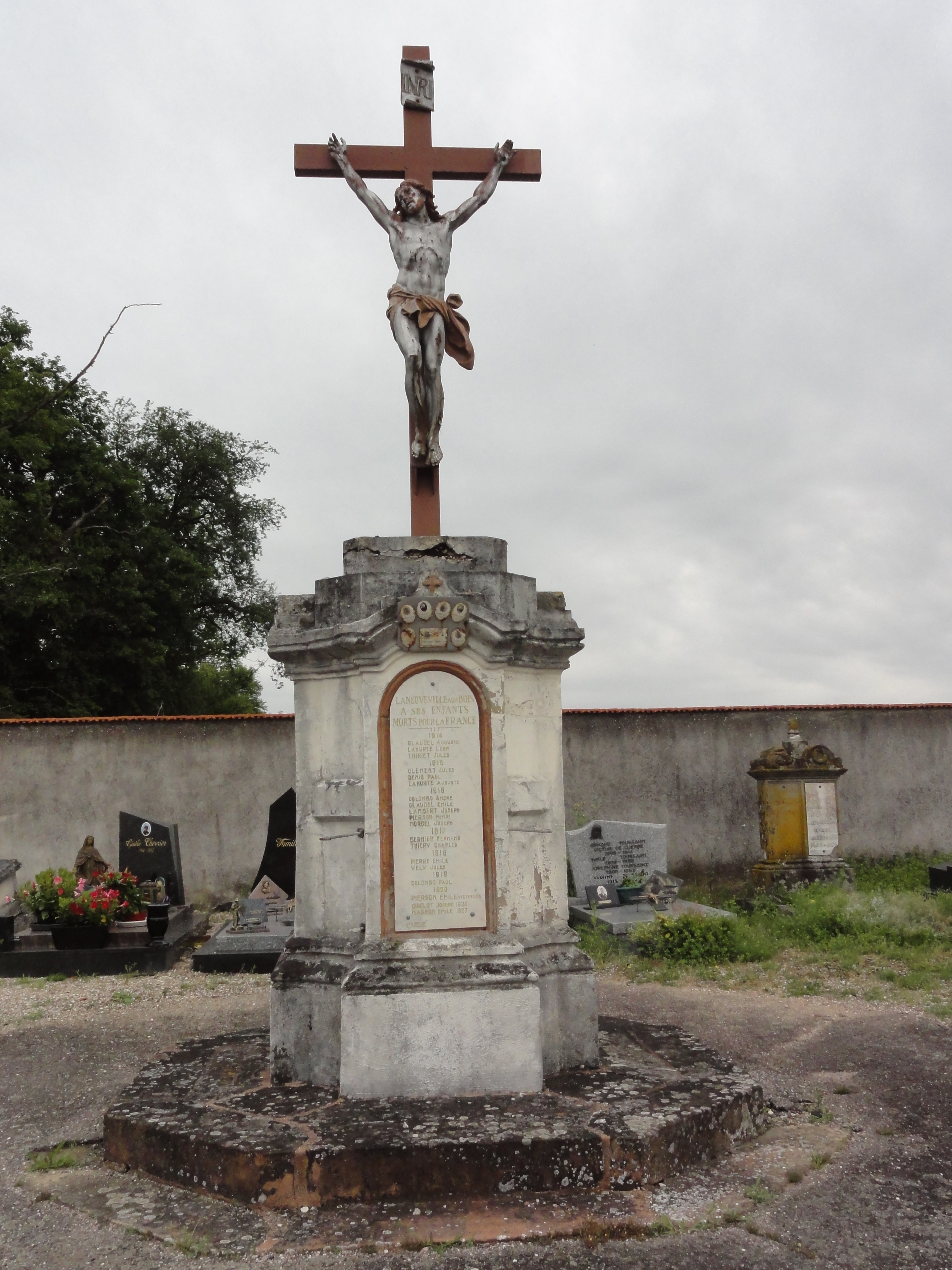
Monument aux morts.
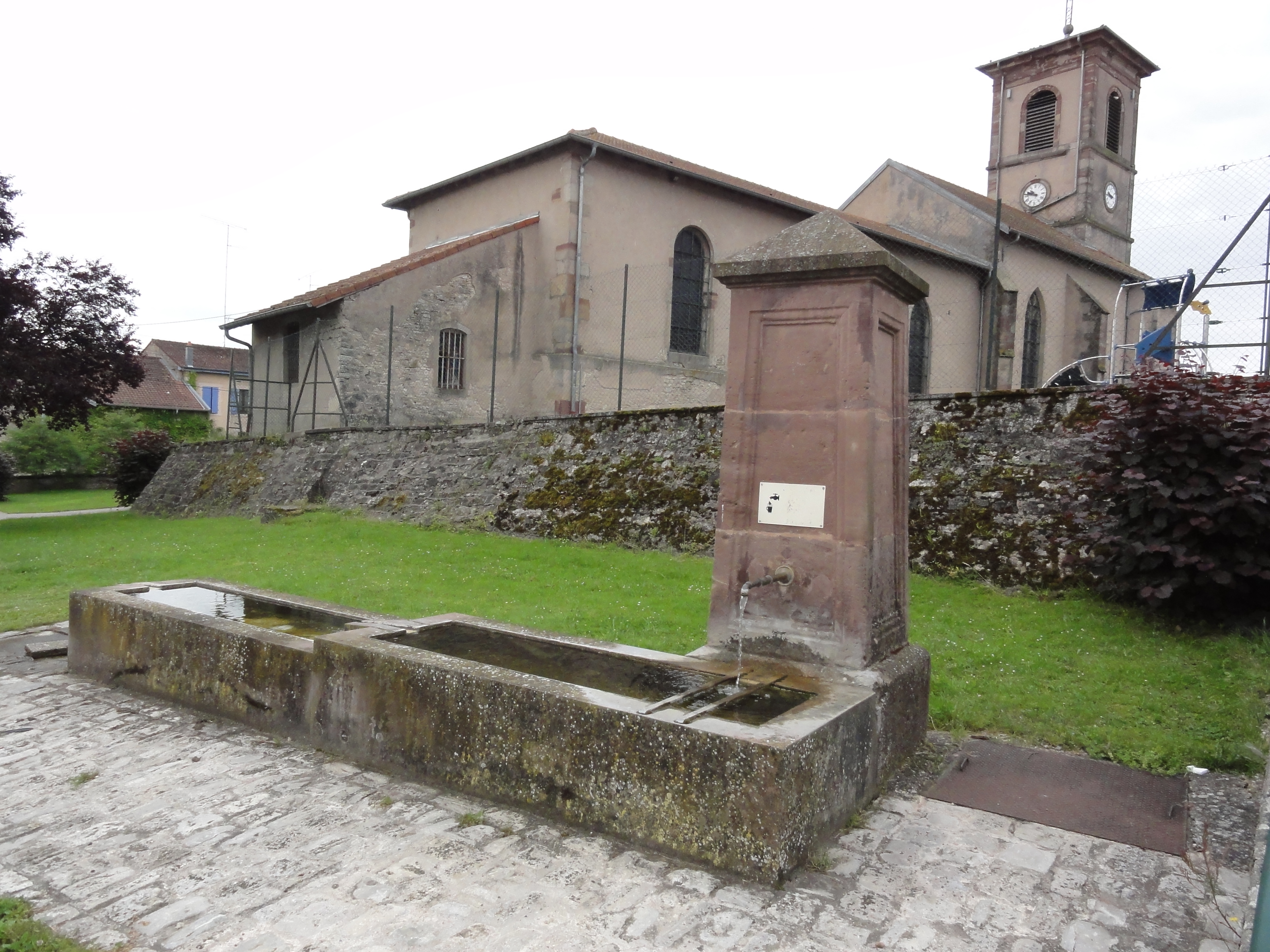
Fontaine et l'église.
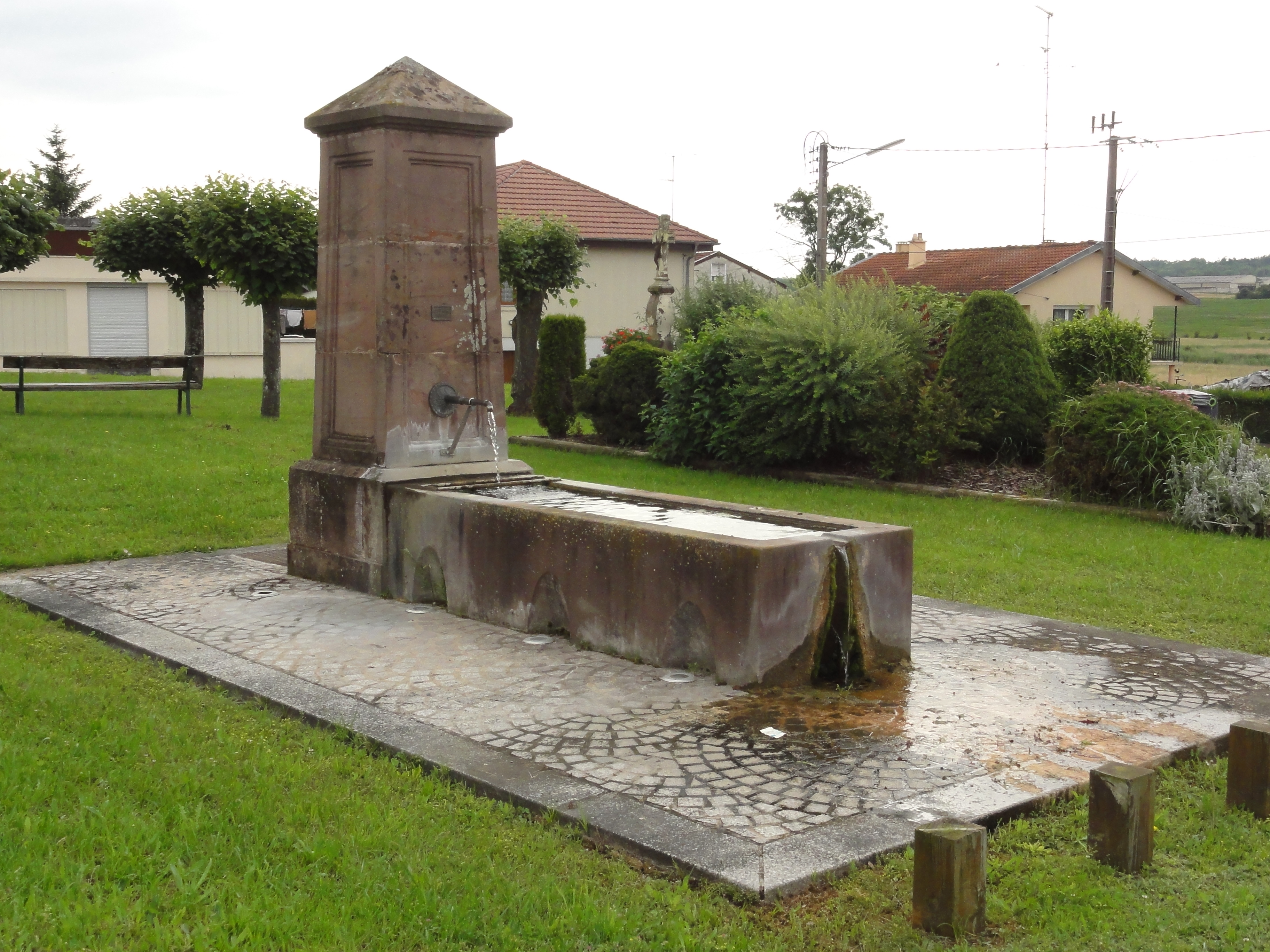
Fontaine.
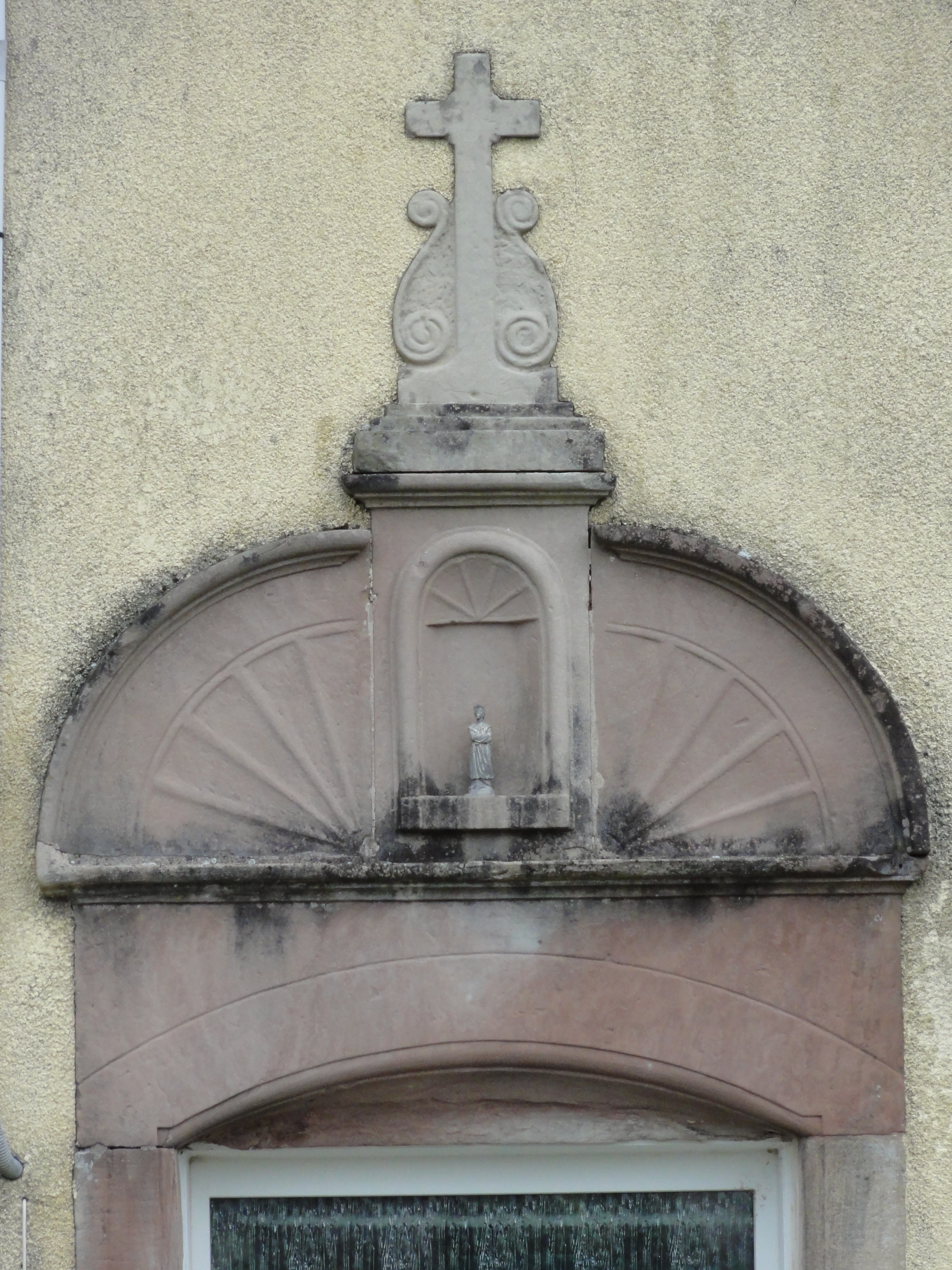
Dessus de porte monumentale.

### Héraldique
| Blason de Laneuveville-aux-Bois | Blason  | De sinople à la fontaine d'argent accompagnée en chef d'une étoile et d'un lion d'or, et en pointe d'un loup d'argent. |
| Blason de Laneuveville-aux-Bois | Détails | Il y avait à Laneuveville aux Bois une source d'eau minérale La Laxière, comparable aux sources de Vittel. Cette particularité est symbolisée par la fontaine. L'abbaye de Belchamp (l'étoile) et les seigneurs de Parroy (le lion) y avaient des biens. Les loups ont particulièrement marqué l'histoire de la localité. Le statut officiel du blason reste à déterminer. |